# جفت شدن آزو
جفت شدگی آزو(به انگلیسی: azo coupling) به طور گسترده‌ای در واکنش‌های صنعتی به منظور تولید رنگ‌ها، رنگدانه‌ها و لاک‌های رنگی مورد استفاده قرار می‌گیرد. یون‌های دی آزونیوم آروماتیک در واکنش جفت شدن با ترکیبات آروماتیک فعال مانند آنیلین‌ها و فنول‌ها به عنوان یک الکترون دوست عمل می‌کنند. معمولاً استخلاف در موقعیت پارا قرار می‌گیرد به جز هنگامی که این موقعیت اشغال شده باشد که در این صورت موقعیت ارتو ترجیح داده می‌شود. میزان pH محلول بسیار مهم می‌باشد که باید کمی اسیدی یا خنثی باشد، زیرا که واکنش در پی اچ‌های بسیار پایین انجام نمی‌گیرد.
مثلاً واکنش زیر زرد آنیلین را نشان می‌دهد که از واکنش آنیلین و نمک دی آزونیوم تهیه می‌شود.
| An animation of the reaction mechanism of the azo coupling |